# Агирово
Аги́рово (тат. Әгер) — деревня в Азнакаевском районе Республики Татарстан, в составе Тумутукского сельского поселения.

## География
Деревня находится на реке Ташлыкуль, в 16 км к северо-востоку от районного центра — города Азнакаево.

## История
В «Списке населенных мест по сведениям 1859 года», изданном в 1864 году, населённый пункт упомянут как казённая и башкирская деревня Агирова 4-го стана Бугульминского уезда Самарской губернии. Располагалась при речке Ташкичу, по левую сторону почтового тракта из Бугульмы в Уфу, в 49 верстах от уездного города Бугульмы и в 50 верстах от становой квартиры в казённом селе Ефановка (Крым-Сарай, Орловка, Хуторское). В деревне в 67 дворах жили 264 человека (119 мужчин и 145 женщин). Была мечеть.

## Население
| 1795 | 1859 | 1897 | 1920 | 1926 | 1938 | 1949 | 1958 | 1970 | 1979 | 1989 | 2002 | 2010 | 2015 |
| ---- | ---- | ---- | ---- | ---- | ---- | ---- | ---- | ---- | ---- | ---- | ---- | ---- | ---- |
| 115  | 264  | 705  | 869  | 499  | 404  | 328  | 294  | 263  | 203  | 109  | 116  | 109  | 112  |

Национальный состав села — татары.

## Религия
Мечеть (возведена в 2001 году).